# Thausgea lucifer
Thausgea lucifer là một loài bướm đêm trong họ Noctuidae.